# 神明宮 (館林市千塚町)
神明宮（しんめいぐう）は、群馬県館林市の神社。

## 歴史
創建年代は不明であるが、館林藩が編纂した幕末の地誌『封内経界図誌』に記載されていることから、そのころにはすでに存在していたものと推測される。
1909年（明治42年）の神社合祀により、周辺の7社が合祀された。そのうちの一社「菅原神社」には、地元の浮世絵師北尾重光が描いた絵馬が奉納されていた。この絵馬は現在、館林市立資料館に保管されている。

## 交通アクセス
- 路線バス正儀内東停留所より徒歩5分。